# Hinwil (gemeente)
Hinwil is een gemeente en plaats in het Zwitserse kanton Zürich, en maakt deel uit van het district Hinwil. Tot de gemeente horen naast Hinwil de plaatsen Bossikon, Erlosen, Girenbad, Hadlikon, Ringwil, Unterbach, Unterholz en Wernetshausen.
Hinwil is de thuisbasis van het Formule 1-team Sauber.

## Geboren
- Friedrich Meili (1848-1914), jurist en hoogleraar